# Bruno Pelletier
Bruno Pelletier (ur. 7 sierpnia 1962 w Charlesbourgu) – kanadyjski piosenkarz śpiewający w języku francuskim, autor tekstów piosenek, kompozytor, muzyk i aktor.

## Życiorys

### Wczesne lata
Urodził się w Charlesbourgu, dzielnicy miasta  Québec, jako syn Liette i Laurenta Pelletier. Od najmłodszych lat był zainteresowany muzyką i grał na kilku instrumentach. 

### Kariera
W 1983 roku wraz z przyjaciółmi rozpoczął występy z anglojęzycznymi grupami o nazwie Amanite i Sneak Preview, a następnie w języku francuskim z zespołem Pëll. Mając 23 lata wyjechał do Montrealu, gdzie śpiewał w barach. W 1989 roku uczestniczył w rockowym festiwalu Envol, gdzie przyznano mu wyróżnienie za wysoką jakość muzyki. Wystąpił w musicalu Vu d'en haut (1991) prezentowanym na festiwalu Montgolfières w miasteczku Saint-Jean-sur-Richelieu, w prowincji Quebec, czterdzieści razy zagrał w spektaklu muzycznym Les fous du rockn'roll (1992], odtwarzał rolę Jimmy’ego w operze rockowej La Légende de Jimmy (1992).
W 1992 roku ukazał się jego debiutancki album Bruno Pelletier. W 1993 roku powrócił do Mogador Theater w Paryżu, gdzie do roku 1995 400 razy stanął na scenie wcielając się w postać Johny'ego Rockforta w spektaklu Starmania. W 1995 roku zrealizował swoją drugą płytę Défaire L'Amour. W 1997 roku wziął udział w kilku koncertach z orkiestrą symfoniczną i wielu festiwalach. Jego trzeci album Miserere (1997) sprzedał się w ilości ponad 200 tys. egzemplarzy. Odebrał nagrodę Félixa w kategorii wokalista roku 1997. Pojawił się w kanadyjskim serialu Omertà II - La loi du silence (1997) jako Michel Bergevin u boku Davida La Haye. Między styczniem a sierpniem 1998 Pelletier dał ponad 100 koncertów  w Quebecu w ramach trasy promującej swój ostatni album. Międzynarodowym sukcesem okazał się musical Notre-Dame de Paris (1998-1999) z udziałem Garou, Daniela Lavoie i Patricka Fiori, gdzie zagrał postać Gringoirea i wykonał piosenki: „Le temps des Cathédrales”, „Florence” i „Lune”.Podczas seryjnego koncertu Les Week-ends pop de l'OSM współpracował z prestiżową orkiestrą symfoniczną z Montrealu, z którą zarejestrował w grudniu 2002 roku serię występów bożonarodzeniowych wydanych na płycie Concert de Noël (2003).
31 stycznia 2006 powrócił na scenę teatru z musicalem Dracula - Entre l'amour et la mort, w którym zagrał główną rolę oraz pełnił funkcje dyrektora artystycznego i współproducenta. Spektakl odniósł duży sukces, w ciągu roku wystawiania obejrzało go ponad 115 tys. widzów. W ramach promocji zostało wydane CD zawierające część utworów z musicalu, oraz DVD dokumentujące cały spektakl. W 2007 roku artysta wydał kolejny w swoje karierze album zatytułowany „Bruno Pelletier et le GrosZorchestre”, zawierający nowy materiał oraz starsze utwory i światowe przeboje wykonane w towarzystwie trzyosobowej grupy jazzowej. Dzięki tej płycie Bruno po raz kolejny został nagrodzony Félixem w kategorii Album roku/muzyka jazzowa.
Rok 2008 to powrót „Draculi” wystawianego tym razem w lyońskim Maison de la Danse de Lyon oraz praca nad nowym materiałem, która zaowocowała wydaniem w lutym 2009 roku dziesiątego już w karierze albumu „Microphonium”. Ten rok był dla Bruna przełomowy, głównie ze względu na pierwszy występ w Europie Wschodniej - w listopadzie dał dwa koncerty w Moskwie, od tamtego czasu regularnie pojawia się w Rosji i na Ukrainie.
Rok 2010 to przede wszystkim powrót „Notre-Dame de Paris” po 12 latach od premiery, oryginalna obsada połączyła się, by dać kilka koncertów. Do dzisiaj artyści wystąpili w takich krajach jak Rosja, Ukraina, Francja i Liban. W 2011 roku Bruno wystąpił w kolejnym musicalu „Les filles de Caleb” i  trzykrotnie odwiedził Europę Wschodnią (dwukrotnie z projektem solowym, raz w ramach trasy „Notre Dame de Paris”). Po dwóch spokojniejszych latach rok 2012 był dla wokalisty bardzo intensywny. Po dwudziestu latach od debiutu płytowego wydał swój jedenasty album zatytułowany „Rendus la”, rozpoczął trasę koncertową promującą najnowsze wydawnictwo, został ambasadorem quebeckiej Fundacji Walki z Rakiem oraz trenerem wokalnym w cotygodniowym programie Un Air de Famille nadawanym w stacji Radio-Canada. Po raz pierwszy zawitał także na Wschód ze swoim programem bożonarodzeniowym występując w trzech miastach, a w każdym towarzyszyła mu inna orkiestra symfoniczna. Rok 2013 to ponowne występy z „Notre Dame de Paris”, kontynuacja trasy koncertowej, występu w programie telewizyjnym oraz dalsza działalność charytatywna na rzecz fundacji.
10 kwietnia 2014 odbył się pierwszy koncert artysty w Polsce. Artysta wystąpił w warszawskiej Sali Kongresowej w ramach tournée promującego jego najnowszy album „Rendus la”.
W 2010 ożenił się z tancerką Mélanie Bergeron.

## Dyskografia
- 1992: Bruno Pelletier
- 1995: Défaire l'amour
- 1997: Miserere
- 1999: D'autres rives
- 2001: Sur scène
- 2002: Un monde à l'envers
- 2003: Concert de Noël
- 2005: Dracula - Entre l'amour et la mort
- 2007: Bruno Pelletier et le GrosZorchestre
- 2009: Microphonium
- 2012: Rendus-là
- 2014: Musique et cinéma